# Engelepogon brunnipes
Engelepogon brunnipes är en tvåvingeart som först beskrevs av Fabricius 1794.  Engelepogon brunnipes ingår i släktet Engelepogon och familjen rovflugor. Inga underarter finns listade i Catalogue of Life.